# Veliki Poganac
Veliki Poganac – wieś w Chorwacji, w żupanii kopriwnicko-kriżewczyńskiej, w gminie Rasinja. W 2011 roku liczyła 234 mieszkańców.